# Iglesia de la Inmaculada Concepción (Trescasas)
La iglesia de la Inmaculada Concepción, conocida popularmente como Catedral de la Sierra es un templo de culto católico edificado entre 1774 y 1777 y ubicado entre las localidades de Trescasas y Sonsoto, ambas pertenecientes al municipio de Trescasas, en la provincia de Segovia, comunidad autónoma de Castilla y León (España), declarado bien de interés cultural el 13 de octubre de 2022.

## Historia
Según la historia, la iglesia de Trescasas fue mandada construir por Carlos III, para oír misa cuando venía de cacería por estas tierras. Su privilegiada situación en el piedemonte de la sierra de Guadarrama en el inicio del antiguo camino del puerto de Malagosto, convirtió al lugar en un importante hito de antigua Cañada de la Vera de la Sierra, por lo que allí se instalaron tres casas de esquileo, también denominadas del Paular. El cuadro que decora el altar mayor es una Inmaculada, encargada por Carlos III a Mariano Salvador Maella, que entonces era el primer pintor de la corte. Las obras de la Iglesia fueron supervisadas por el maestro José Díaz Gamones, que estaba trabajando en el palacio de la Granja. El 6 de febrero de 1980 se inició su declaración como bien de interés cultural, produciéndose tal declaración el 13 de octubre de 2022.

## Descripción
La iglesia está dedicada a la Inmaculada Concepción y se localiza en un lugar delimitado por recios mojones de granito, a medio camino entre los dos barrios que hoy conforman la población. Es un sobrio edificio neoclásico cuya planta se articula en una sola nave de dos tramos, con capilla mayor de cabecera plana cubierta con bóveda de cañón con lunetos en la nave, brazos del crucero y capilla mayor; y con cúpula sobre pechinas en el crucero. Dentro del templo pueden contemplarse siete sencillos retablos barrocos, dentro de los cuales se acogen otras tantas grandes pintura sobre lienzo, seis de las cuales fueron obras de Ramón Bayeu, cuñado de Goya, así como el del altar mayor que fue regalo del propio rey Carlos III.

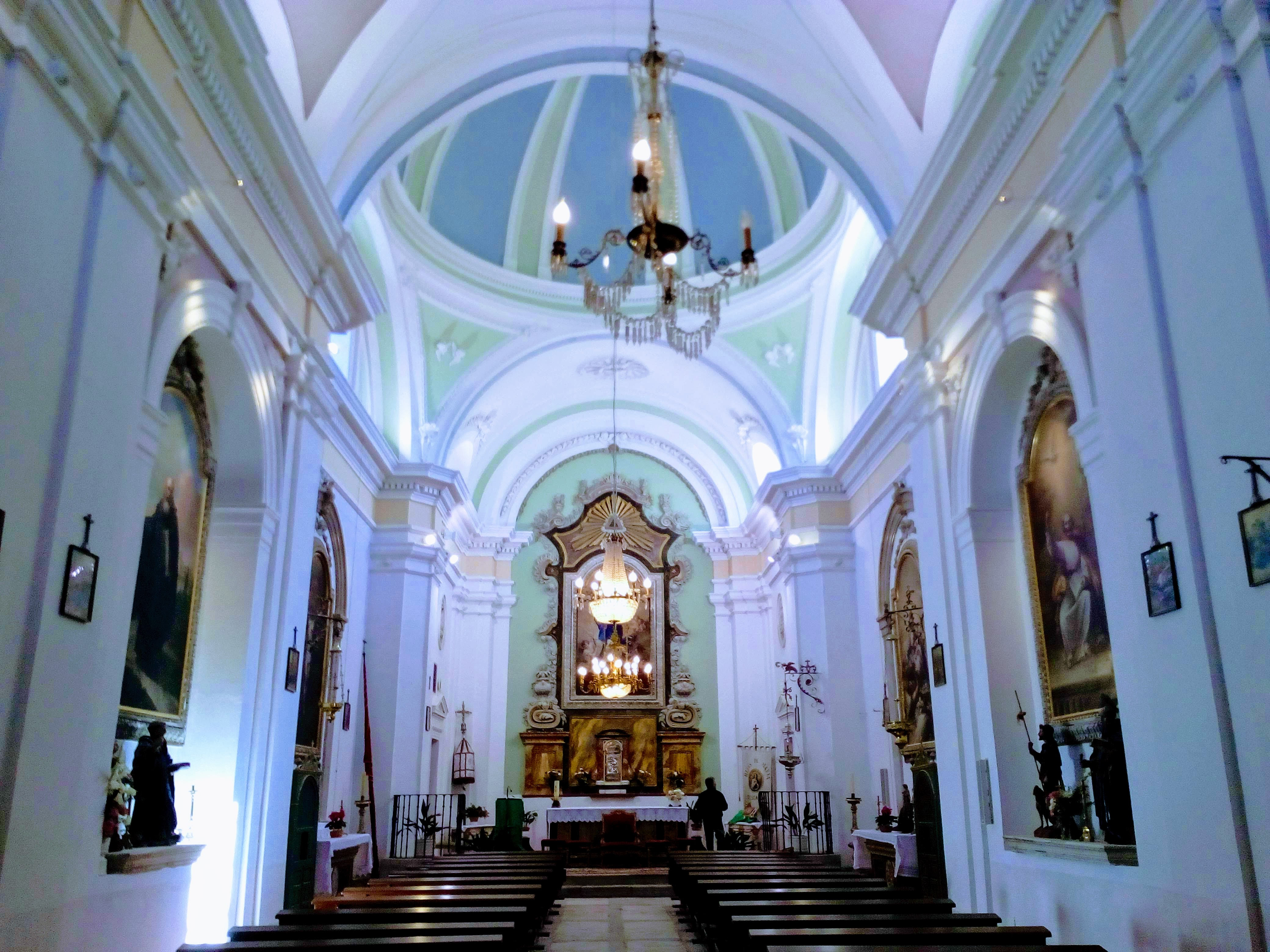
Interior de la iglesia